# La Consolation (Dussek)
Das Andante con moto B-Dur op. 62 La Consolation  (der Trost) ist ein frühromantisches Charakterstück für Klavier des böhmischen Komponisten Jan Ladislav Dussek. Der ruhige, cantable Charakter und die Programmatik des Werkes machen es in Bezug auf die unmittelbar zuvor entstandene Klaviersonate Nr. 24 op. 61 Elégie harmonique fis-Moll besonders interessant.

## Geschichte
Das Werk entstand 1807, als Dussek zuvor in Trauer um seinen Mäzen, Schüler und Freund Prinz Louis Ferdinand von Preußen (1772–1806), der beim Gefecht bei Saalfeld getötet wurde, seine Klaviersonate Nr. 24 op. 61 Elégie harmonique fis-Moll vollendet hatte. Hierzu kann La Consolation durchaus als „Ergänzung“ gesehen werden; tatsächlich scheint Dussek in ihm den für ihn schweren Schicksalsschlag persönlich verkraftet und musikalisch verarbeitet zu haben, denn den hochromantischen, tiefgreifenden Ausdruck der vorhergehenden Klaviersonate erreicht er in keinem seiner weiteren Werke. Das Andante zeigt dagegen bereits wieder Lebendigkeit und Freude, wenn auch etwas bedrückt. 
Dusseks Komposition wurde, wie nahezu alle seine kurzen Charakterstücke, recht bald nach der ersten Drucklegung sehr verbreitet und bekannt und war noch bis ins späte 19. Jahrhundert ein beliebtes Zugabestück, obgleich meistens in gekürzter (ohne Wiederholungen) Form. Doch wie der Rest seines kompositorischen Schaffens fiel auch La Consolation im Lauf der Zeit aus den Konzertprogrammen und Verlagskatalogen.

## Musik

### Form
Thematischer Ablauf: 
- Hauptthema a in B-Dur, 8-taktig; tritt insgesamt 16-mal auf Grundform und zwei Variationen verteilt auf; a1 als erste, a2 als zweite Variation, a' bzw. a2' leicht abgeändert;

- 2.Thema b in Harmonien G verm., Es-Dur, F-Dur, b-Moll, 8-taktig; tritt insgesamt dreimal auf Grundform und zwei Variationen verteilt auf; b1 als erste, b2 als zweite Variation

- Thema c in b-Moll, 8-taktig; tritt insgesamt zweimal auf; c' etwas abgeändert, + 4 Takte

- Thema d in Des-Dur, 14-taktig; tritt einmal auf

- Thema e in Es-Dur, 16-taktig; tritt einmal auf

- Thema f in Es-Dur, (mit zwei Takten Einleitung) 11-taktig + Überleitung ü F-Dur, 9-taktig, also insgesamt 20 Takte f+ü

- Coda g in B-Dur, 16-taktig

Durch diese Einteilung und Benennung des thematischen Materials ergibt sich für das Werk folgender Ablauf
a-a-b-a-a-c-d-c´-a-a-a1-a1-b1-a1-a1-e-f-ü-a´-a´-a2-a2-b2-a2-a2´-g
bei exakter Beachtung bezüglich der abgeänderten Themen. Einfacher, immer noch sehr genau wäre auch folgende Einteilung, bei der jeweils ein Paar des Hauptthemas zusammengefasst bzw. leichte Abänderungen außer Acht gelassen werden:
a-b-a-c-d-c-a-a1-b1-a1-e-f-ü-a-a2-b2-a2-g
Behandelt man die Variationsthemen als Grundthemen und fasst sie je in der Folge a-b-a als eigenen Abschnitt A zusammen, wie auch die Themen in b-Moll c und Des-Dur d als B sowie die Es-Dur-Themen + Überleitung als C (Coda angepasst an G), ergibt sich folgendes Schema (mit a als zweimaliges Erscheinen des 8-taktigen unveränderten Hauptthemas):
    A   -   B   - a   -    A    -     C  -  a     -    A    -   G
Diese Analyse bezieht keine Wiederholungen mit ein.

### Musik
Das 178 Takte umfassende und damit vergleichsweise ausgedehnte Werk steht in langsamem 2/4-Takt (Andante con moto, mit Bewegung). Es beginnt mit einem 8-taktigen, sanft-lockeren B-Dur-Thema (mit Achtel-Auftakt), das immer paarweise auftritt und im Laufe des Werkes seine Bedeutung als Hauptthema und -gedanke des Werkes durch eine große Reihe von Variationen, die letzten 4 Takte auch freierer melodisch-thematischer Natur (1. Form: Ende der 8 Takte in g-Moll), deutlich macht. Diesem folgt ein ebenfalls mehrmals wiederkehrendes Thema, das in seinem ebenfalls 8-taktigen Verlauf die Modulationsfreudigkeit des Komponisten durch die Abfolge G verm., Es-Dur, F-Dur, b-Moll zurück ins Hauptthema in B-Dur beweist, wobei hier die letzten 4 Takte erstmals thematisch verändert werden (2. Form: Ende der 8 Takte in F-Dur). Nach einer Trübung des Tonfalls durch zwei ausdrucksstarke Themen (b-Moll bzw. Des-Dur) kehrt abermals das Hauptthema, diesmal in erster Form, wieder, bevor es erstmals variiert wird. Durch eine rhythmische Veränderung der ursprünglichen Achtel bzw. Sechzehntel in Sechzehntel-Triolen entsteht ein cantabel dahinfließender Gestus, der sowohl das Hauptthema (1.Form) als auch das 2. Thema durchdringt. Insgesamt tritt in dieser 1. Variation das Hauptthema dreimal, das 2. Thema einmal auf. Der ersten Variation folgen zwei komplett neue Themen in Es-Dur (con spirito), ein wahres Intermezzo, das in seinen trotz des gemäßigten Grundtempos durchaus virtuosen Zweiunddreißigstel-Passagen nicht wirklich melodiös, aber sehr heiter und frei, beinahe improvisiert, wirkt. Nach dem ersten der beiden Themen folgt eine zweitaktige Überleitung mit Zweiunddreißigstel in der linken Hand, die in das zweite Es-Dur-Thema führt. Über der fortlaufenden Bewegung der linken Hand breitet sich hier kurz eine einfache Melodie in Achteln aus, die durch einen übergebundenen Sechzehntel-Auftakt eine Rhythmusverschiebung erreicht. Über Es-Dur, c-Moll, C7 wird wieder die Virtuosität des ersten Es-Themas aufgegriffen, diesmal aber in F-Dur, bevor das zwischenzeitliche Intermezzo mit einem Pianissimo-Lauf zum Kontra-B wieder in die Haupttonart B-Dur führt. Erneut erscheint das diesmal wieder unvariierte 8-taktige Hauptthema, das durch die vielen Wiederholungen aber schon ausgereizt und „erlahmt“ scheint. Doch durch eine neuerliche Variation der Hauptthemen „rettet“ sich Dusík über weitere Takte: Diesmal folgt eine sehr virtuose Variation in rasenden Zweiunddreißigsteln, die das Hauptthema abermals als großen Hauptgedanken des Werkes präsentiert. Hier sieht sich der Pianist mit den größten technischen Problemen konfrontiert: Der anfangs einfache rhythmische und melodiöse Charakter muss nun trotz des raschen Tempos und nahe beieinander liegenden Figuren aufrechterhalten werden, um, wie schon in der ersten Variation, insgesamt dreimal das Hauptthema und einmal das 2.Thema im richtigen Ausdruck darzubieten. Nach der 2. Variation folgt eine 16-taktige Coda, die mit verminderten Harmonien, Dreiklangszerlegungen und einer abfallenden Quartkette schließlich nach einer vom Kontra-B bis zum B3 reichenden Zerlegung im pianissimo morendo auf dem Kontra-B ein versöhnliches, Trost ausdrückendes Ende findet.

## Verschiedene Ausgaben
Vorstehende Analyse beschreibt den thematischen Ablauf ohne Wiederholungen, da es in manchen Ausgaben hierbei Differenzen gibt; am weitesten verbreitet ist die Version, in der jedes Erscheinen des Hauptthemas mit dem 2. Thema, die Themen in b-Moll bzw. Des-Dur sowie die beiden Themen des Es-Dur-Parts jeweils einmal wiederholt werden. Dieser Ablauf dürfte der von Dusík ursprünglich vorgesehene sein, jedoch bedarf es hierbei eines hohen musikalischen Gespürs, da durch die ständigen Wiederholungen die Gefahr von „Erlahmung“ und Ausdrucksverlust besteht.